# Hightstown
Hightstown és una població dels Estats Units a l'estat de Nova Jersey. Segons el cens del 2009 tenia 5.326 habitants.

## Demografia
Segons el cens del 2000, Hightstown tenia 5.216 habitants, 2.001 habitatges, i 1.300 famílies. La densitat de població era de 1.637,3 habitants/km².
Dels 2.001 habitatges en un 30,3% hi vivien nens de menys de 18 anys, en un 51,7% hi vivien parelles casades, en un 8,5% dones solteres, i en un 35% no eren unitats familiars. En el 27,9% dels habitatges hi vivien persones soles el 9,6% de les quals corresponia a persones de 65 anys o més que vivien soles. El nombre mitjà de persones vivint en cada habitatge era de 2,6 i el nombre mitjà de persones que vivien en cada família era de 3,15.
Per edats la població es repartia de la següent manera: un 22,5% tenia menys de 18 anys, un 8% entre 18 i 24, un 36,8% entre 25 i 44, un 21,9% de 45 a 60 i un 10,8% 65 anys o més.
L'edat mediana era de 36 anys. Per cada 100 dones de 18 o més anys hi havia 101,2 homes.
La renda mediana per habitatge era de 64.299 $ i la renda mediana per família de 72.092 $. Els homes tenien una renda mediana de 46.375 $ mentre que les dones 35.428 $. La renda per capita de la població era de 28.605 $. Aproximadament el 4,3% de les famílies i el 7,3% de la població estaven per davall del llindar de pobresa.

## Poblacions més properes
El següent diagrama mostra les poblacions més properes.